# Alfons Miquel i Garriga
Alfons Miquel i Garriga   (Prades, 24 de febrer de 1914 - Barbastre, 13 d'agost de 1936) fou un religiós claretià. És venerat com a beat per l'Església Catòlica.
Va iniciar els estudis al noviciat de Vic. Va professar com germà coadjutor a les comunitats de Cervera, Alagó i Barbastre. A l'inici de la Guerra civil espanyola, fou executat, juntament amb els seus companys de comunitat, per milicians anarquistes.
El 25 d'octubre de 1992 fou beatificat pel Papa Joan Pau II.